# BMW Strahlbomber I
El BMW Strahlbomber I fue un proyecto de la BMW alemana para diseñar un bombardero pesado, durante la Segunda Guerra Mundial. Fue una medida para ayudar a vender sus motores a reacción BMW 003.

## Diseño y desarrollo
Este proyecto de bombardero estaba destinado a proporcionar prestaciones mejoradas y capacidades de ataque mediante la instalación de seis motores turborreactores BMW 003. Dos de los motores iban a estar montados en el fuselaje delantero, a cada lado de la cabina de vuelocabina, estando los demás montados en parejas en el borde de fuga de las alas. Cada una de estas parejas usaban una toma de aire compartida. El fuselaje delantero contenía una cabina presurizada para los dos tripulantes. Aunque la superficie vertical de la cola era de diseño convencional, no se usaba plano de cola horizontal. El ala semialta estaba aflechada, actuando las superficies exteriores de control como alerones y elevadores, y las interiores siendo usadas como flaps de aterrizaje y aerofrenos. El armamento propuesto consistía en dos cañones fijos de fuego trasero en la parte trasera del fuselaje. La carga de bombas fue calculada en 4000 kb (8000 lb). El proyecto nunca pasó de la etapa de diseño.

## Especificaciones
Referencia datos: Luftwaffe Secret Projects

### Características generales
- Tripulación: Dos
- Longitud: 18 m (59,1 ft)
- Envergadura: 26,5 m (86,9 ft)
- Altura: 4,4 m (14,3 ft)
- Superficie alar: 100 m² (1076,4 ft²)
- Peso máximo al despegue: 25 000 kg (55 100 lb)
- Planta motriz: 6× turborreactor BMW 003.

### Rendimiento
- Velocidad máxima operativa (Vno): 820 km/h (510 MPH; 443 kt)
- Alcance: 2600 km (1404 nmi; 1616 mi)
- Carga alar: 250 kg/m² (51,2 lb/ft²)

### Armamento
- Bombas: Hasta 4000 kg